# Tomasz Mrowka

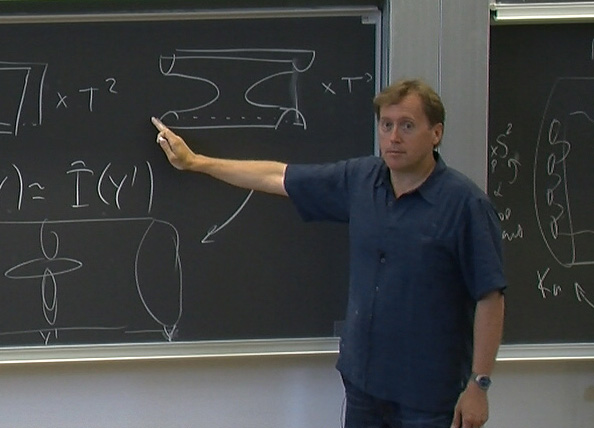
Tomasz Mrowka, Aarhus 2011

Tomasz Mrowka (* 9. September 1961 in State College, Pennsylvania) ist ein US-amerikanischer Mathematiker, der sich mit Differentialgeometrie und drei- und vierdimensionaler Topologie beschäftigt.

## Biografie
Mrowka studierte am Massachusetts Institute of Technology (MIT) (Bachelor-Abschluss 1983) und promovierte 1989 an der University of California, Berkeley bei Clifford Taubes und Robion Kirby (A Local Mayer-Vietoris Principle for Yang-Mills Moduli Spaces). Danach war er als Post-Doc 1988/89 am Mathematical Sciences Research Institute (MSRI) in Berkeley, von 1989 bis 1991 an der Stanford University und ab 1991 am Caltech, wo er ab 1992 bis 1996 Professor war. 1995 war er Gastprofessor an der Harvard University und am MIT. Ab 1996 war er Professor am MIT, seit 2007 als Simons Professor of Mathematics.
Mrowka arbeitete, häufig mit Peter Kronheimer, über die Topologie von 4-Mannigfaltigkeiten in Anschluss an die grundlegenden Arbeiten von Simon Donaldson. Zusammen bewiesen Mrowka und Kronheimer einen Struktursatz für die Donaldson-Invarianten. 1994 bewies er mit Kronheimer die Thom-Vermutung, dass algebraische Kurven unter den glatt in die komplexe projektive Ebene eingebetteten zusammenhängenden Kurven mit derselben Homologieklasse dadurch ausgezeichnet sind, dass sie minimales Geschlecht haben (das Geschlecht, eine topologische Invariante, ist wiederum bei den algebraischen Kurven durch ihren Grad festgelegt). Dabei benutzten sie die damals gerade entwickelte Seiberg-Witten-Theorie. 2003 bewiesen er und Mrowka die „Property-P-Vermutung“ der Knotentheorie mit Hilfe von verschiedenen Methoden der (Differential)topologie von 3-dimensionalen Mannigfaltigkeiten (Ergebnisse über straffe Blätterungen von David Gabai, Beziehung zu Kontaktstrukturen), einem Satz über symplektische Füllungen von Kontaktmannigfaltigkeiten von Eliashberg, dem Nichtverschwindungssatz von Clifford Taubes für symplektische 4-Mannigfaltigkeiten, Ergebnissen von P. M. N. Feehan und T. G. Leness zur Witten-Vermutung über Donaldson- und Seiberg-Witten-Invarianten, Verklebungssätzen für Donaldsoninvarianten mithilfe von Instanton-Floer-Homologie, sowie dem Satz von Floer über exakte Dreiecke in Instanton-Floer-Homologie. Die Property-P-Vermutung besagt, dass die durch Dehn-Chirurgie (mit Parametern p,q, wobei q ungleich Null ist) längs eines nicht-trivialen Knotens in {\displaystyle S^{3}} erzeugte 3-Mannigfaltigkeit eine nicht triviale Fundamentalgruppe hat.
2011 bewies er mit Kronheimer, dass die Khovanov-Homologie triviale Knoten unterscheidet (das heißt Unknoten erkennt).
Zu seinen Doktoranden zählen Larry Guth und Ruan Yongbin.
Mrowka ist mit der Mathematikerin Gigliola Staffilani verheiratet; das Paar hat zwei Kinder.

## Preise und Auszeichnungen
- 1993 bis 1995 – Sloan Research Fellow
- 1994 – Invited Speaker auf dem Internationalen Mathematikerkongress in Zürich (Embedded surfaces and the structure of Donaldson’s polynomial invariants)
- 2007 – Oswald-Veblen-Preis mit Kronheimer
- 2007 – Mitglied der American Academy of Arts and Sciences
- 2010 – Guggenheim-Stipendium.[3]
- 2011 – Joseph L. Doob Prize mit Kronheimer für ihr Buch Monopoles and Three-Manifolds
- 2015 – National Academy of Sciences
- 2018 – Plenarsprecher auf dem ICM in Rio de Janeiro mit Kronheimer (Knots, three-manifolds and instantons)
- 2023 – Leroy P. Steele Prize for Seminal Contribution to Research (mit Kronheimer)[5]

## Schriften
- mit Robert Gompf: Irreducible 4-manifolds need not be complex. In: Annals of Mathematics. Serie 2, Band 138, Nummer 1, 1993, S. 61–111, JSTOR:2946635.
- mit Peter B. Kronheimer: Gauge theory for embedded surfaces, I. In: Topology. Band 32, Nummer 4, 1993, S. 773–826, doi:10.1016/0040-9383(93)90051-V; II. In: Topology. Band 34, Nummer 1, 1995, S. 37–97, doi:10.1016/0040-9383(94)E0003-3.
- mit Peter B. Kronheimer: The genus of embedded surfaces in the projective plane. In: Mathematical Research Letters. Band 1, Nummer 6, 1994, S. 797–808, doi:10.4310/MRL.1994.v1.n6.a14.
- mit Peter B. Kronheimer: Embedded surfaces and the structure of Donaldson’s polynomial invariants. In: Journal of Differential Geometry. Band 41, Nummer 3, 1995, S. 573–734, doi:10.4310/jdg/1214456482.
- mit Peter B. Kronheimer: Monopoles and contact structures. In: Inventiones Mathematicae. Band 130, Nummer 2, 1997, S. 209–255, doi:10.1007/s002220050183.
- mit Peter Ozsváth, Baozhen Yu: Seiberg-Witten monopoles on Seifert fibered spaces. In: Communications in Analysis and Geometry. Band 5, Nummer 4, 1997, S. 685–791, doi:10.4310/CAG.1997.v5.n4.a3.
- mit Peter B. Kronheimer: Witten’s conjecture and property {\displaystyle P}. In: Geometry and Topology. Band 8, Nummer 1, 2004, S. 295–310, doi:10.2140/gt.2004.8.295.
- mit Peter Kronheimer: Monopoles and three-Manifolds (= New Mathematical Monographs. 10). Cambridge University Press, Cambridge u. a. 2007, ISBN 978-0-521-88022-0.
- mit Peter Kronheimer, Peter Ozsváth, Zoltan Szabó: Monopoles and lens space surgeries. In: Annals of Mathematics. Serie 2, Band 165, Nummer 2, 2007, S. 457–546, JSTOR:20160034.
- mit Peter B. Kronheimer: Khovanov homology is an unknot-detector. In: Publications mathématiques de l’IHES. Band 113, 2011, S. 97–208, doi:10.1007/s10240-010-0030-y.
- mit Peter B. Kronheimer: Gauge theory and Rasmussen’s invariant. In: Journal of Topology. Band 6, Nummer 3, 2013, S. 659–674, doi:10.4171/JEMS/831.
- mit Peter B. Kronheimer: Tait colorings, and an instanton homology for webs and foams. In: Journal of the European Mathematical Society. Band 21, Nummer 1, 2019, S. 55–119, doi:10.4171/JEMS/831.

## Verweise
1. ↑  Unabhängig auch von John Morgan, Zoltán Szabó, Clifford Taubes bewiesen.
2. ↑  Kronheimer, Mrowka: Khovanov homology is an unknot-detector. In: Publications mathématiques de l’IHES. Band 113, 2011, S. 97–208.
3. 1 2  Tomasz S. Mrowka. In: gf.org. John Simon Guggenheim Foundation, abgerufen am 15. Mai 2021 (englisch).
4. ↑  Roberto Natalini: Gigliola Staffilani. In: maddmaths.simai.eu. Maddmaths!, 20. Dezember 2010, abgerufen am 15. Mai 2021 (italienisch).
5. ↑  Leroy P. Steele Prize 2023 for Seminal Contribution to Research

| Personendaten    | Personendaten                  |
| ---------------- | ------------------------------ |
| NAME             | Mrowka, Tomasz                 |
| ALTERNATIVNAMEN  | Mrowka, Tomasz Stanislaw       |
| KURZBESCHREIBUNG | US-amerikanischer Mathematiker |
| GEBURTSDATUM     | 9. September 1961              |
| GEBURTSORT       | State College, Pennsylvania    |